# Stadiumi Skënderbeu
Stadiumi Skënderbeu – wielofunkcyjny stadion w Korczy, w Albanii. Rozgrywa na nim mecze klub Skënderbeu Korcza. Stadion może pomieścić 8000 osób.